# Susan B. Anthony
Susan Brownell Anthony (Adams, Massachusetts,15 de febrero de 1820-Rochester, Nueva York, 13 de marzo de 1906) fue una feminista sufragista, defensora de los derechos humanos y escritora estadounidense quien jugó un importante papel en la lucha por los derechos de la mujer y el derecho de voto femenino en el siglo XIX en Estados Unidos.
Fue presidenta de la Asociación Nacional pro Sufragio de la Mujer, organización que creó junto con Elizabeth Cady Stanton. Su objetivo era demostrar que las mujeres eran capaces de mantenerse unidas sobre la única base de su womanhood  (literalmente "edad madura de la mujer") o la condición de ser mujer. Su éxito fue tal que en 1925 agrupaba a treinta y seis millones de mujeres pertenecientes a asociaciones feministas de todos los países.
Susan B. Anthony y otras 14 mujeres consiguieron registrarse para las elecciones presidenciales de 1872 y votar. Fueron arrestadas una semana después por votar ilegalmente.
Viajó varios miles de kilómetros a través de los Estados Unidos y Europa dando de 75 a 100 discursos por año sobre el sufragio y el derecho de la mujer al mismo durante 45 años aproximadamente. Viajó en carruajes, vagones, trenes, mulas, bicicletas, diligencias, transbordadores y, en ocasiones, en trineos. 
Actualmente, sus restos se encuentran inhumados en el cementerio de Mount Hope

## Biografía

### Infancia
Susan Anthony nació en una familia liberal cuáquera. Fue la segunda de los siete hijos de Daniel y Lucy Anthony. Además de Susan, la familia tenía otras cuatro niñas y dos niños. Aunque los padres de Anthony eran relativamente liberales, fueron estrictos sobre la crianza de sus hijos. A los niños de la familia no se les permitía jugar con juguetes o jugar juegos. En cambio, tuvieron que buscar desde una edad temprana la "luz interior" de la religión cuáquera, una especie de iluminación. Anthony sabía leer y escribir desde los tres años de edad.
En 1826, la familia se mudó a Battenville, Nueva York, donde Anthony, de seis años, comenzó a estudiar. Además de sus estudios, trabajó con su padre en una fábrica de algodón. En casa, el padre y la madre de Anthony trataban a sus hijas e hijos por igual, reforzando así la creencia de Anthony en la igualdad de género. Por ejemplo, el padre creía que era importante para ambos sexos recibir la mejor educación posible. En la escuela, Anthony estaba en problemas porque un maestro del distrito se negó a enseñarle el punto de división, porque el profesor no creía que fuera adecuado para niñas. Cuando se enteró de la falta de educación de su hija, Daniel Anthony creó una escuela privada para sus hijos y contrató a una joven maestra, Mary Perkins, para que les enseñara. Mary Perkins le ofreció a Anthony un modelo a seguir de feminidad y alentó su creencia en la igualdad entre mujeres y hombres.

### Carrera como profesora
En 1837, Anthony fue enviada a un internado para estudiantes en el estado de Pensilvania. En el mismo año, se vio obligada a interrumpir sus estudios debido a problemas financieros familiares. Debido a la recesión de 1837, Anthony había perdido casi toda su propiedad y había mucha deuda. Dos años después, se vio obligada a asumir el cargo de maestra y contribuir a pagar las deudas de su familia.
Primero, Anthony trabajó en el Seminario de Amigos de Eunice Kenyon, pero en 1846 se mudó a la Academia Canajohari. En Canajohari, fue ascendida a rectora de la división de mujeres. La profesión de docente le reveló a Anthony la diferencia salarial entre hombres y mujeres. El profesor masculino ganaba aproximadamente cinco veces más que la maestra, lo que la inspiró a luchar contra la brecha salarial de género y comenzó a exigir mejoras en el salario de la Academia. Como resultado de sus objeciones fue despedida de la academia en 1849, y posteriormente terminó su carrera de docente.

## Activismo

### Activismo temprano
Anthony se unió a varias organizaciones contra la esclavitud y la abstinencia en la década de 1850. Tras el cese de su trabajo como profesora en 1849, había ido a la secretaria de una organización llamada "hijas de abstinencia" (en inglés Hijas de la templanza). Comenzó a hablar en contra del abuso de alcohol y llamó la atención del público en general sobre la organización. Dos años después, conoció a Elizabeth Cady Stanton, otra activista de los derechos de las mujeres. Juntas trabajaron en el movimiento de abstinencia, pero Stanton quería un enfoque más amplio y radical de los derechos de las mujeres. Anthony no estuvo de acuerdo, pero a pesar de eso, viajaron por todo Estados Unidos para hablar sobre la igualdad de género. Como Stanton estaba casada y era madre de siete hijos, no podía viajar tanto como Anthony, un miembro de la familia que a menudo viajaba sola. Por su parte, Stanton escribió discursos en el hogar y artículos sobre el estatus de las mujeres.
En 1848, se celebró una conferencia sobre los derechos de las mujeres en Seneca Falls, en Nueva York, presidida por Elizabeth Stanton. Fue la primera de su tipo, y a menudo se le llama el lugar de nacimiento del feminismo. En 1852, la misma Anthony asistió a otra reunión, esta vez en Siracusa, Nueva York. Durante la conferencia de Siracusa, Anthony sensibilizó al público como una fuerte defensora y representante del movimiento de mujeres.

### Dedicación al movimiento de mujeres
Cuatro años después de la reunión de Siracusa, Anthony se unió a una organización contra la esclavitud. Vio las similitudes entre la esclavitud afrodescendiente y la condición de la mujer e intentó que las dos organizaciones trabajaran juntas. Hablando en la Novena Convención Nacional de Mujeres, Anthony cuestionó la posición superior del hombre blanco en la sociedad, al invocar la Constitución de los Estados Unidos. El resultado fue una asociación de derechos "igualdad de condiciones" (en inglés La Asociación de Derechos de Igualdad), que condujo tanto a las mujeres negras. En 1869, la asociación apoyó la Decimoquinta Enmienda a la Constitución, que garantizaba los derechos de voto independientemente del color de la piel. Sin embargo, el aumento habría traído derechos de voto, por ejemplo, solo a hombres negros, pero no a ninguna mujer. Anthony ya no quería apoyar una asociación que no promoviera los derechos de las mujeres, y de ahora en adelante se dedicó por completo al movimiento de mujeres. La decimoquinta enmienda a la Constitución de los Estados Unidos entró en vigor a principios de 1870.

### La revolución
En 1868, Anthony y Elizabeth Stanton habían publicado conjuntamente una revista semanal llamada The Revolution. Apareció en Nueva York y fue respaldada por el rico empresario George Francis Train. El lema de la Revolución era Una verdadera república: hombres con derechos, no más; mujeres con derechos, nada menos. La revista era la forma en que Anthony promocionaba a las mujeres. Su objetivo principal era apoyar los derechos de voto de las mujeres y los negros, pero también abordaba la igualación de salarios, los derechos de divorcio más libres y la posición de la Iglesia en los derechos de las mujeres. 
De vez en cuando, Anthony escribía sobre el aborto al que se oponía, por lo que acusó a los hombres de derecho y doble estandarismo. Ella dijo que sufrió un aborto porque no había otra opción. Según Anthony, la mujer que había usado el aborto había sido perjudicada.

## Actividades de derechos de voto

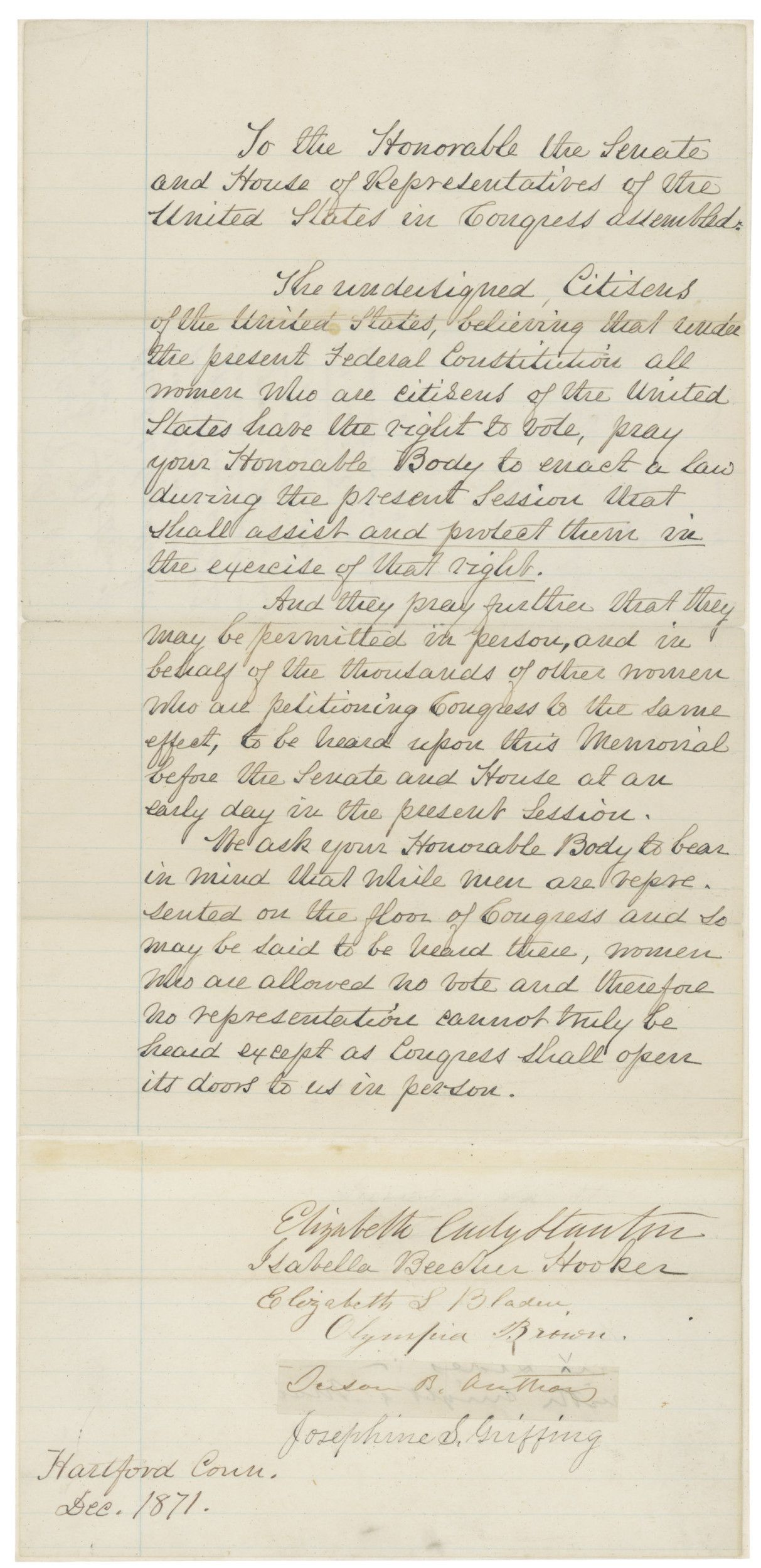
Carta escrita por Susan B. Anthony a Favor de Derechos de Votar para la Mujer

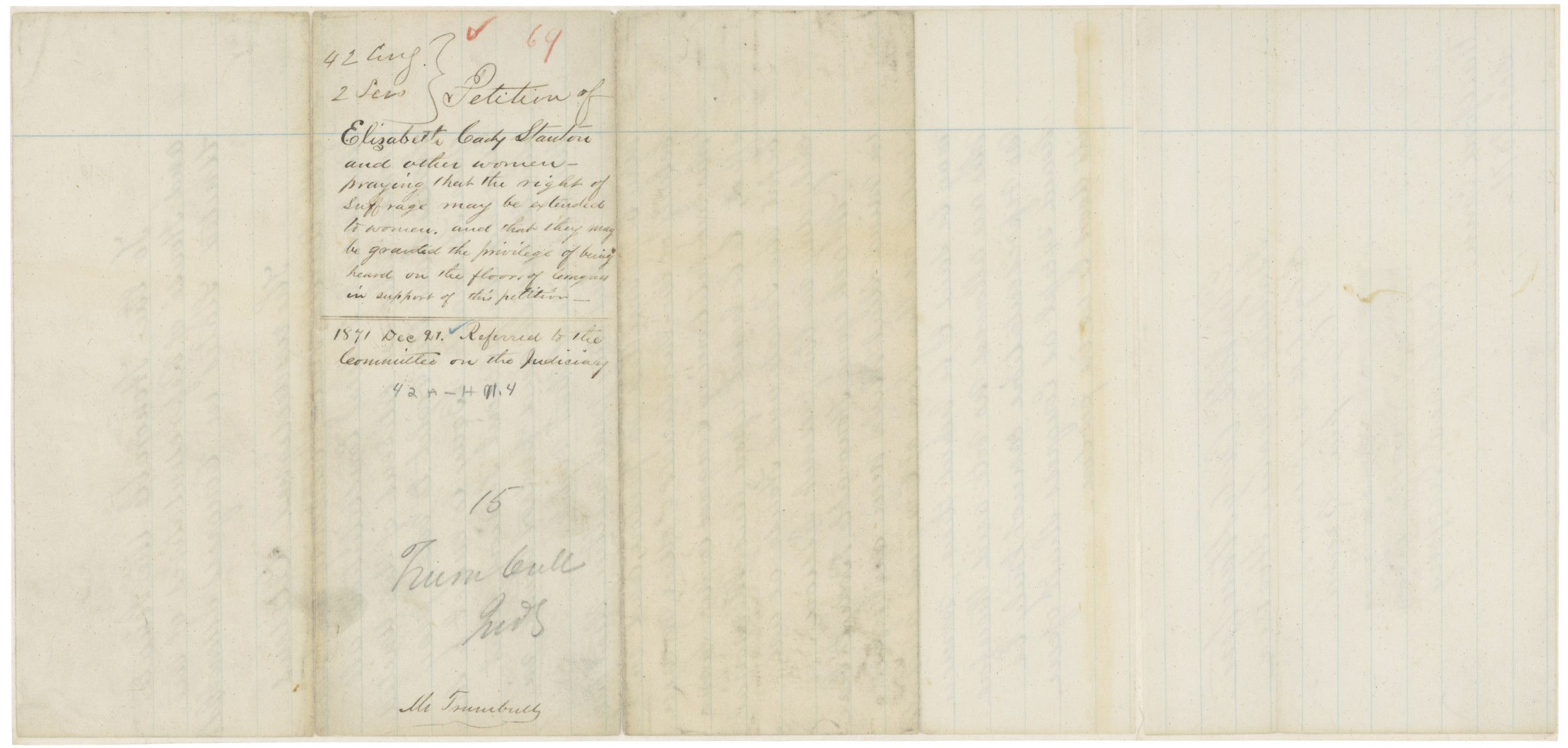
Página 2 de la carta escrita por Susan B. Anthony a favor del Derecho de Votar de la Mujer

### National Woman Suffrage Association
En 1869, Anthony y Stanton cofundaron la National Woman Suffrage Association, o NWSA. Su objetivo principal, como su nombre lo indicaba, era promover el sufragio femenino. Anthony se convirtió en vicepresidenta de la asociación. Ocupó el cargo hasta 1892, cuando fue elegida presidenta de la asociación. En los primeros años de la asociación, trató de atraer a mujeres del Movimiento Nacional del Trabajo para unirse a la NWSA, pero sin mucho éxito. La falta de derechos de voto para las mujeres fue percibida principalmente como un problema por la clase media de mujeres, y además, Anthony había logrado alienar a las mujeres del Movimiento Nacional del Trabajo al alentarlas a trabajar en la industria gráfica. La atracción fue vista como un problema porque los trabajadores varones en ese momento estaban en huelga. Al alentar a las mujeres a tomar posiciones de hombres, Anthony causó desacuerdos dentro del movimiento y finalmente fue despedida del movimiento laboral.

### American Woman Suffrage Association
Después de años de negociaciones, en 1890 la NWSA se fusionó con la American Woman Suffrage Association, o AWSA. Juntas, estas dos asociaciones formaron la Asociación Nacional Americana del Sufragio de Mujeres, la Asociación Nacional Americana del Sufragio de Mujeres, o NAWSA. La fusión de dos asociaciones diferentes causó diferencias en ambos movimientos. Aunque ambas abogaban por lo mismo, la mejor posición de las mujeres, sus miembros diferían: AWSA era más conservadora, NWSA más liberal. Además, la AWSA se centró principalmente en promover el sufragio de las mujeres, mientras que la NWSA también promovió los derechos de otras mujeres. Las asociaciones también diferían en que los miembros de AWSA incluían tanto hombres como mujeres. Los hombres también se unieron a la NWSA, pero sus miembros eran en su mayoría mujeres.
Anthony jugó un papel importante en el nacimiento de NAWSA. Al igual que AWSA, estaba a favor de los medios moderados, ya que dijo que hicieron más que medios radicales. Para garantizar la fusión de AWSA y NWSA, creó un comité especial para votar sobre la fusión, a pesar de que su creación y eludir los derechos de voto de todos los miembros violaron las reglas de NWSA. El Comité estaba lleno de miembros pro-sindicales que naturalmente votaron a favor. Se pidió a todos los miembros que se opusieron a la fusión que renunciaran. La amiga y compañera de toda la vida de Anthony, Elizabeth Cady Stanton, critica abiertamente esto. Según ella, Anthony y Lucy Stone, directora de AWSA se centró demasiado en el sufragio de las mujeres y descuidó otros derechos de las mujeres. Anthony respondió a las críticas señalando que numerosos miembros de NAWSA tenían sus propias opiniones sobre los derechos que las mujeres deberían disfrutar. Por otro lado, todos los miembros acordaron el derecho al voto. Según Anthony, la asociación solo se mantendría unida si las opiniones controvertidas se dejaban en paz.
Después de la unificación, NAWSA adoptó una postura moderada. Stanton también se calmó y, con el apoyo de Anthony, fue elegida primera presidenta de la asociación. Los partidarios de las medidas radicales todavía se encontraban dentro del movimiento, y se tomaron la libertad de menospreciar a su nueva presidenta. Después de dos años en el cargo, Stanton se retiró en 1892 y Anthony fue elegida para el puesto de líder de NAWSA. Durante ocho años se desempeñó como presidenta y renunció en 1900, cuando se retiró.

## El juicio contra Susan Anthony
En el momento de las elecciones presidenciales estadounidenses de 1872, las mujeres aún no tenían derecho a votar en el país, pero el 1 de octubre, cuatro días antes de las elecciones, Anthony y otras 49 mujeres marcharon a su ciudad natal de Rochester y solicitaron ser registradas como votantes. Apelaron a la decimocuarta enmienda a la Constitución de los Estados Unidos, que había entrado en vigor recientemente. El Anexo declaró que todos los nacidos en los Estados Unidos eran ciudadanos del país y que los ciudadanos tenían ciertos derechos. Según Anthony, esos derechos incluían el derecho al voto y, por lo tanto, las mujeres en los Estados Unidos tenían derecho a votar.
Inicialmente, los moderadores de la encuesta se negaron, pero Anthony no se rindió. Citó a los hombres en la Constitución de los Estados Unidos de América e intentó persuadirlos para que aceptaran la solicitud de las mujeres. Finalmente, amenazó con demandar a los hombres si se negaban a registrar a las mujeres como votantes. Los supervisores no pudieron evitar estar de acuerdo, y un total de quince mujeres se registraron como votantes. El día de las elecciones, el 5 de octubre, Anthony llegó a votar con otras siete u ocho mujeres. Todas votaron con éxito. Anthony votó por el candidato republicano Ulysses S. Grant después de que el partido prometió escuchar las demandas de las mujeres.
Votar por mujeres en Rochester se convirtió en un gran tema. Unos días después, Sylvester Lewis, un hombre de negocios de Rochester, los demandó. El 14 de noviembre se emitió una orden de arresto contra Anthony. El cargo fue votación ilegal. El diputado mariscal de Rochester llegó a la casa de Anthony el 18 de noviembre y cortésmente le pidió que se fuera a la policía. Según su informe, Anthony exigió ser "arrestada como un hombre" y estiró la muñeca para poder encadenar al mariscal adjunto. 
Las investigaciones preliminares del caso comenzaron el 29 de noviembre. Además de Anthony, las acusadas eran otras 14 mujeres registradas como votantes y supervisoras que recibieron sus votos. Ambas partes fueron interrogadas, seguidas de un descanso de casi un mes. En diciembre, el director de investigaciones previas al juicio descubrió que Anthony y sus socias probablemente habían violado la ley, llevando el caso a los tribunales. El juicio estaba programado para comenzar en enero y las acusadas fueron liberadas bajo fianza. Anthony fue la única que se negó a pagar porque vio su arresto como el camino a la Corte Suprema. Permaneció encarcelada hasta enero, pero finalmente su abogado Henry R. Selden decidió pagar la fianza, contra la voluntad de Anthony. El 29 de enero, el jurado encontró a Anthony culpable de votación ilegal y se programó un segundo juicio para mayo.
En los meses que siguieron, Anthony recorrió Rochester y sus áreas vecinas para abordar el sufragio femenino. También se refirió en su discurso a sus propios procedimientos legales. Su fiscal estaba preocupado porque Anthony pudo influir de antemano en las opiniones de posibles miembros del jurado. El juicio fue pospuesto nuevamente. Esta vez se programó para celebrarse en junio y se transfirió del condado de Monroe al condado de Ontario. El resultado del juicio fue, en última instancia, que Anthony recibió la orden de pagar una multa de 100 dólares. Anthony nunca pagó la multa. El juez no se atrevió a exigir el pago, ya que le habría dado a Anthony la oportunidad de someterse a un nuevo juicio.
Transcurridos 148 años, en agosto de 2020 el presidente estadounidense Donald Trump anunció el indulto póstumo a Anthony, que incluiría un perdón pleno.

## Últimos años
A partir de 1900, Anthony, debido a su avanzada edad, ya no podía participar activamente en organizaciones de mujeres. Sin embargo, ocasionalmente asistió a algunas conferencias y aún pronunció discursos. Entre 1881 y 1885, había escrito una serie de seis libros, titulados Historia del sufragio de la mujer, con Stanton, Matilda Joslyn Gage e Ida Husted Harper. Las obras fueron publicadas desde 1881 hasta 1922. Anthony estuvo involucrada en su publicación hasta su muerte y contribuyó a los primeros cuatro libros de la serie. Los dos restantes fueron escritos después de la muerte de Ida Harper Anthony.
En sus últimos años, Anthony todavía viajó y visitó Inglaterra, por ejemplo, en 1902. Durante su estadía en Mánchester, vivió con la sufragista inglesa Christabel Pankhurst. Se dice que Anthony inspiró a Pankhur a intensificar su lucha por los derechos de las mujeres. En febrero de 1906 hizo una presentación en la Conferencia de Mujeres de Baltimore. Además, se esperaba que asistiera a una fiesta de cumpleaños para celebrar su cumpleaños en Nueva York. Sin embargo, en su camino a Nueva York, enfermó y tuvo que regresar a su hogar en Rochester. En casa contrajo neumonía. Anthony curó, pero la neumonía volvió a aparecer con consecuencias fatales. Perseveró durante tres días y finalmente murió el 13 de marzo de 1906. En el momento de su muerte, Anthony tenía 86 años. Fue enterrada en el cementerio Mount Hope, Rochester.

## Legado

### Efecto
Susan B. Anthony a lo largo de los años se convirtió en un modelo para el movimiento del sufragio de las mujeres, y es la famosa sufragista la mayor parte de su generación, si no la más famosa. La enmienda 19 a la Constitución de los Estados Unidos, que finalmente otorgó a las mujeres el derecho al voto, fue llamada en su honor como Enmienda Susan B. Anthony. A menudo se considera que el trabajo de vida de Anthony a favor de los derechos de las mujeres ha contribuido al derecho definitivo al voto en los Estados Unidos.

### Moneda de Susan B. Anthony
Fue la primera mujer no alegórica en obtener su imagen en una moneda estadounidense. En octubre de 1978, el presidente estadounidense Jimmy Carter firmó la Ley de Monedas de Dólar Susan B. Anthony de 1978,  que preveía la acuñación de Anthony. Según la declaración del presidente, las monedas de Anthony simbolizarían el derecho al voto de las mujeres en los Estados Unidos y serían un recordatorio de la lucha en curso por la igualdad. La moneda también tenía la intención de rendir homenaje al trabajo de Anthony en el movimiento por los derechos de voto. Se acuñaron monedas en Filadelfia, Denver y San Francisco un total de cuatro veces durante los años comprendidos entre 1979-1981 y más recientemente en 1999. Por primera vez Frank Gasparo diseñó monedas de un dólar que fueron emitidas en Rochester (Nueva York), la ciudad natal de Anthony en julio de 1979. En la otra cara de la moneda aparece el águila, símbolo del módulo espacial del vuelo del Apolo 11 aterrizando en la luna.

### Las casas de Anthony
La antigua casa de Anthony en Rochester fue declarada Sitio Histórico Nacional el 23 de junio de 1965. Anthony se mudó a Rochester en 1849, y la casa sirvió de base a partir de ese momento. Se reunió, entre otras cosas, con otros líderes y simpatizantes del movimiento de derechos de voto en la Cámara. El lugar también es famoso por ser donde fue arrestada después de votar ilegalmente como mujer en las elecciones presidenciales de 1872. Anthony murió en la casa en 1906. La casa está ubicada en 17 Madison Street. Hoy en día, sirve como museo y recopila artículos y material de investigación relacionados, por ejemplo, con la vida y la carrera de Anthony. Se supone que el museo restaurará la casa a lo que era cuando Anthony vivía. Anthony's y Anthony's también se encuentran en Rochester. El puente que lleva el nombre de Frederick Douglass es Frederick Douglass - Susan B. Anthony Memorial Bridge.
En agosto de 2006, Carol Crossed compró el lugar de nacimiento de Anthony en Adams. La casa fue construida en 1818, y Anthony nació dos años después y vivió allí hasta los seis años, hasta que ella y su familia se mudaron a Battenville, Nueva York. El lugar de nacimiento de Anthony honrará su trabajo por los derechos de las mujeres y mostrará sus actividades contra el aborto. Sin embargo, las feministas que eligen la vida de Nueva York, que administra la casa, aún no ha decidido el uso final de la casa. Por ejemplo, se ha propuesto un museo textil para la casa, porque Anthony estaba entusiasmada con el apoyo a los derechos de las mujeres y muchas de ellas trabajaban en la industria textil. Además, el propio padre de Anthony fue dueño de una fábrica de algodón. La casa está ubicada en 67 East Road.

### Escultura de Capitol Hill
En 1921, Anthony recibió una escultura en Capitol Hill en los Estados Unidos. La escultura diseñada por la escultora Adelaide Johnson incluye, además de Anthony, su buena amiga Elizabeth Cady Stanton y la feminista Lucretia Mott. La escultura donada al Capitolio Partido Nacional de la Mujer en honor a la adición 19 de la Constitución ha concedido a las mujeres el derecho a voto. También estaba destinado a celebrar los logros de Anthony, Stanton y Mott. La escultura fue agregada a las colecciones del Capitolio en el cumpleaños de Anthony, el 15 de febrero de 1921. Si hubiera estado viva, habría cumplido 101 años ese día. Inicialmente, la escultura se colocó en la rotonda del Capitolio, pero después de dos días fue trasladado a la llamada Cripta del Capitolio. En junio de 1997, 76 años después de su traslado a la cripta, la escultura fue devuelta a la rotonda como resultado de una campaña del Museo Nacional de Historia de la Mujer. La escultura es de mármol italiano y pesa un total de siete toneladas. 

### The Dinner Party
Susan B. Anthony forma parte de la instalación de la artista feminista Judy Chicago, The Dinner Party. Esta es una historia simbólica de la mujer en la civilización occidental que representa a 1.038 mujeres de la historia; 39 de ellas están representadas por cubiertos y otras 999 en los nombres que están inscritos en The Heritage Floor sobre el que descansa la mesa. Su cubierto  representa la creencia de Judy Chicago en la posición de la activista como "reina de la mesa". La forma tridimensional de su plato literalmente "se levanta de la superficie con gran fuerza en un vano esfuerzo por escapar de sus confines", representando la lucha de la sufragista por la libertad, una lucha que Anthony no ganó en vida.